# Coelogyne albobrunnea
Coelogyne albobrunnea é uma espécie de orquídea epífita, família Orchidaceae, originária de Borneu.